# Shukrullo Mirsaidov
Shukrullo Rahmatovich Mirsaidov (ros. Шукурулла Рахматович Мирсаидов, ur. 14 lutego 1939 w Leninabadzie (obecnie Chodżent), zm. 2 listopada 2012 w Taszkencie) – premier Uzbeckiej SRR (1990).

## Życiorys
Uzbek, 1955-1959 studiował w Taszkenckim Instytucie Finansowo-Ekonomicznym, od 1959 pracował jako ekonomista, starszy ekonomista i szef sektora Taszkenckiego Obpłanu, od 1962 członek KPZR. od 1963 asystent katedry Taszkenckiego Instytutu Gospodarki Narodowej. Doktor nauk ekonomicznych, od 1964 zastępca przewodniczącego Taszkenckiego Obpłanu, od 1971 przewodniczący Gorpłanu - zastępca przewodniczącego Komitetu Wykonawczego Taszkenckiej Rady Miejskiej, od 1981 zastępca, potem I zastępca przewodniczącego Gospłanu Uzbeckiej SRR. Od 1984 szef Centralnego Urzędu Statystycznego Uzbeckiej SRR, od 1985 przewodniczący Komitetu Wykonawczego Rady Miejskiej Taszkentu, od 1988 kierownik Wydziału Socjalno-Ekonomicznego KC Komunistycznej Partii Uzbekistanu, od 1989 zastępca przewodniczącego Rady Ministrów Uzbeckiej SRR - przewodniczący Gospłanu Uzbeckiej SRR. Od marca do listopada 1990 przewodniczący Rady Ministrów Uzbeckiej SRR, od listopada 1990 wiceprezydent Uzbeckiej SRR, 1992 sekretarz państwowy przy Prezydencie Uzbekistanu. Od lipca 1990 członek KC KPZR. Deputowany ludowy Uzbeckiej SRR.

## Odznaczenia
- Order Czerwonego Sztandaru Pracy
- Order Przyjaźni Narodów
- Order „Znak Honoru” (dwukrotnie)